# Himmelpforter Heide
Die Himmelpforter Heide ist ein Waldgebiet im Norden des Landes Brandenburg.

## Geographie
Die Himmelpforter Heide erstreckt sich auf dem Gebiet der Städte Fürstenberg/Havel (Ortsteile Himmelpfort und Bredereiche), Lychen (Gemarkung Tangersdorf) und Templin (Ortsteil Beutel). Sie grenzt im Nordosten an den Stadtforst Lychen, im Osten an die Schmelzwasserrinne von Tangersdorf, im Süden und Westen an die Niederungen der Havel sowie im Nordwesten und Norden an die Gewässer von Stolpsee, Haussee, Woblitz und Großem Lychensee. Naturräumlich gehört sie zum Neustrelitzer Kleinseenland der Mecklenburgischen Seenplatte. Die höchste Erhebung sind die Lindenberge mit 74 m.

## Flora und Fauna
Die natürlichen Waldgesellschaften der Himmelpforter Heide sind der Buchen-Traubeneichenwald und der Blaubeer-Kiefernwald. Der Buchen-Traubeneichenwald kommt heute hauptsächlich entlang der Woblitz vor, häufig als ärmerer Blaubeer-Buchen-Traubeneichenwald. Stellenweise gibt es reichere Ausbildungen, beispielsweise als Waldmeister-Buchenwald auf der Halbinsel im Großen Lychensee. Der Blaubeer-Kiefernwald besiedelt insbesondere die trockenen Sanderstandorte. In Ufernähe und in einigen Brüchen kommen Erlenbruchwälder mit Moor-Birken vor.
In der Himmelpforter Heide gibt es in abflusslosen Senken Moore mit Zwischen- und Hochmoorvegetation. Beispiele sind das Lange Bruch zwischen Bredereiche und Himmelpfort, das Kiebitzbruch bei Hahnshof und das Wolfsbruch südlich des Stübnitzsees. Südlich von Tangersdorf erstreckt sich eine lange Moorrinne.

## Geschichte
Das Gebiet der Himmelpforter Heide wurde im 14. und 15. Jahrhundert durch das Kloster Himmelpfort erworben. Der Wald entstand überwiegend auf den Feldmarken der wüst gefallenen mittelalterlichen Dörfer Krams, Rudow, Stolp und Tangersdorf. In der Zeit des Kalten Krieges befanden sich in der Himmelpforter Heide militärische Liegenschaften der Gruppe der Sowjetischen Streitkräfte in Deutschland: im Norden das Sonderwaffenlager Himmelpfort, im Zentrum der Schießplatz Kannenburg und im Südosten der Truppenübungsplatz Tangersdorf.
Die Himmelpforter Heide befindet sich unter anderem im Besitz des Landes Brandenburg (Landeswaldoberförsterei Steinförde), des Landkreises Oberhavel und der Stiftung Naturlandschaften Brandenburg. An der Woblitz befindet sich am gleichnamigen Wohnplatz eine Naturschutzstation zur Pflege verletzter Greifvögel. An der Havel liegt der Wohnplatz Schleusenhof Regow.
Die Himmelpforter Heide liegt im Naturpark Uckermärkische Seen und ist teilweise in das FFH-Gebiet Kleine Schorfheide-Havel einbezogen. Sie hat im Norden Anteil am Naturschutzgebiet Mellensee bei Lychen sowie im Osten und Süden am Naturschutzgebiet Kleine Schorfheide einschließlich mehrerer Totalreservate.